# جان بينش
جان بينش (24 أكتوبر 1982 في التشيك - ) هو لاعب كرة قدم تشيكي في مركز الدفاع. لعب مع FK Viagem Ústí nad Labem ‏ ونادي هالشر وFSV Wacker 90 Nordhausen ‏ وVfB Sangerhausen ‏.

## وصلات خارجية
- جان بينش على موقع قاعدة بيانات كرة القدم.إي يو (الإنجليزية)
- جان بينش على موقع بيانات كرة القدم. دي إي (الألمانية)
- جان بينش على موقع Soccerway.com (الإنجليزية)
- جان بينش على موقع عالم كرة القدم.نت (الإنجليزية)